# Noémie Marsily
Noémie Marsily, née en 1983 en Belgique, est une illustratrice, bédéiste, réalisatrice de films d’animation et enseignante bruxelloise.
Elle a notamment remporté le prix du Festival international du film d'animation d'Annecy pour le film d'animation Autour du lac (2013) produit par Zororabel et co-réalisé avec Carl Roosens et le Ragazzi Award de la bande dessinée Middle Grade à la Foire du livre de jeunesse de Bologne aux côtés d'Isabella Cieli pour la bande dessinée Memet (2019) parue aux éditions L'Employé du Moi.

## Biographie
Noémie Marsily naît en 1983 en Belgique. Elle avoue être influencée par Sempé et Quentin Blake. Elle est diplômée en illustration de l'École supérieure des arts Saint-Luc de Bruxelles.

### Début de carrière
Après ses études d’illustration, Noémie Marsily participe à Nos restes, un collectif actif entre 2006 et 2012 qui édite « des livres de recherche, d’expérimentation, parfois autobiographiques dont le but est de raconter différemment »,,. Elle y publie son premier livre personnel, Fouillis feuillu, en 2010.

### Cinéma d'animation
La même année, elle réalise avec Carl Roosens son premier court métrage d'animation, Caniche, produit par Zorobabel. Toujours avec Carl Roosens, elle fonde en 2013 un studio de production, Studio Cramique, qui collabore avec Zorobabel pour la production des prochains films du duo. Cette année-là, leur film d'animation Autour du lac qui fait office de clip musical pour le titre éponyme du groupe Carl et les Hommes-boîtes reçoit des prix internationaux dont le grand prix Anima 2014 et le prix Canal+ du festival d'Annecy,.
En 2014, Noémie Marsily et Carl Roosen réalisent une série de courts métrages animés, Moustique, produit par Zorobabel, Lardux films, avec la participation de Canal+. En 2016, Je ne sens plus rien, co-produit avec l'Office national du film du Canada se voit décerner le Grand Prix du festival Ciné Court Animé,.
En 2022, Noémie Marsily présente Ce qui bouge est vivant, qui reçoit le prix du meilleur court métrage belge (SABAM) au festival Anima 2023.

### Illustration et bande dessinée
En 2013, l'autrice publie Fétiche aux éditions Les Requins Marteaux, une bande dessinée muette dessinée aux crayons de couleur, .
Noémie Marsily publie également des œuvres pour la jeunesse comme l'attestent l'album Le Musée de la moufle paru en 2014 aux éditions Sarbacane ou la plaquette Pied de poule éditée par la Fédération Wallonie-Bruxelles dans le cadre de la Fureur de lire 2015.
En 2019, sa collaboration avec Isabella Cieli parue aux éditions L'Employé du Moi, Memet,,,, remporte le Ragazzi Award de la bande dessinée dans la catégorie adolescent à la Foire du livre de jeunesse de Bologne en 2021.
En 2024, elle sort le roman graphique Mori écrit par Marie Colot publié dans la collection « Les randonnées graphiques » aux éditions CotCotCot,. Mori est sacré Pépite à la quarantième édition du salon du livre jeunesse à Montreuil.
Elle est également lauréate d'une bourse d’aide au projet de la Fédération Wallonie-Bruxelles en 2019.
L'artiste expose ses œuvres de manière individuelle ou collective tant en Belgique qu'à l'étranger.
Parallèlement, elle enseigne la bande dessinée à l'ESA Saint-Luc de Bruxelles.

## Œuvre

### Filmographie
- 2010 : Caniche[8], coréalisé avec Carl Roosens, 16 min, prod. Zorobabel.
- 2013 : Autour du lac[9], coréalisé avec Carl Roosens, 5 min, prod. Zorobabel et Studio Cramique.
- 2014 : Moustique[30] (série), coréalisé avec Carl Roosens, prod. Zorobabel, Lardux, Canal+.
- 2016 : Je ne sens plus rien[12], coréalisé avec Carl Roosens, 9 min 30 s, prod. ONF et Zorobabel, 2016.
- 2022 : Ce qui bouge est vivant[14],[15], 11 min, prod. Zorobabel.

### Publications

#### Albums de bande dessinée
- Fouillis feuillu, Bruxelles, Nos restes, 2010, 176 p.
- Fétiche[18], Bordeaux, Les Requins Marteaux, 2013, 144 p. (ISBN 9782849611371)
- Noémie Marsily et al., Échos, Bruxelles, L'Employé du Moi, 2014, 240 p. (ISBN 9782930360607)
- Memet[20],[21],[22],[23], L'Employé du Moi, Bruxelles, décembre 2019
Scénario : Isabella Cieli - Dessin et couleurs : Noémie Marsily -  (ISBN 978-2-39004-058-3)

#### Romans graphiques
- Mori[25],[26],[31],[32], CotCotCot éditions, coll. « Les randonnées graphiques », Uccle, 7 juin 2024
Scénario : Marie Colot - Dessin et couleurs : Noémie Marsily -  (ISBN 9782930941639)

#### Collectifs
- Appendix, L’Employé du Moi, Bruxelles, octobre 2010
Scénario : collectif - Dessin : collectif dont Noémie Marsily - Couleurs : quadrichromie -  (ISBN 978-2-930360-32-4),Téléchargeable gratuitement au format PDF sur le site de l'éditeur[33].

#### Littérature jeunesse
- Le Musée de la moufle, Paris, Sarbacane, 2014 (ISBN 9782848656595)
- Pied de poule, Bruxelles, Service général des lettres et du livre, 2020 (ISBN 9782930758763)plaquette publiée à l'occasion de la Fureur de lire.

### Expositions

#### Expositions individuelles
- Fouillis feuillu[34], originaux, Maison Pelgrims, Saint-Gilles, 2010.

#### Expositions collectives
- 2011, Génération Spontanée ? La nouvelle scène belge indépendante, production Wallonie-Bruxelles International/Centre Wallonie-Bruxelles de Paris[29] sous le commissariat de Thierry Bellefroid. Espace Franquin, Angoulême du 27 au 30 janvier 2011[35].
- Restrankil #4[36],[37], spécial bande dessinée, Apéro-zic les 20 et 21 avril, puis du 22 avril au 13 mai 2013 au Lycaon, Bruxelles.

## Prix et distinctions
- 2013 :  prix Canal+ aide à la création décerné par le Festival international du film d'animation d'Annecy pour Autour du lac partagé avec Carl Roosens[38].
- 2021 :  Bologna Ragazzi Award (de) catégorie bande dessinée pour adolescents décerné par la Foire du livre de jeunesse de Bologne pour Memet partagé avec Isabella Cieli[24],[39].

#### Livre
: document utilisé comme source pour la rédaction de cet article.
- Thierry Bellefroid et Jean-Marie Derscheid, « Marsily Noémie - Dessinatrice — Scénariste », dans 77 auteurs de bande dessinée en Wallonie et à Bruxelles, Bruxelles, Wallonie-Bruxelles International, 2017, 128 p., ill. ; 26 cm (ISBN 2-930071-83-4, lire en ligne), p. 75.

### Vidéographie
- [vidéo] « Rencontre avec Noémie Marsily Memet », sur YouTube, 2 mars 2022
- [vidéo] « LCR - Marie Colot et Noémie Marsily », sur YouTube, émission de télévision présentée par David Courier diffusée sur BX1 le 11 juin 2024.